# Union astronomique internationale
L'Union astronomique internationale a pour sigles UAI (en français) et IAU (en anglais) : pour les articles homonymes, voir UAI et IAU
Notes
Langues officielles : français et anglais
L’Union astronomique internationale (UAI ; en anglais International Astronomical Union, IAU) est une organisation non gouvernementale internationale regroupant des astronomes professionnels à partir du niveau doctorat actifs dans la recherche professionnelle et dans l'éducation en astronomie. Son objectif est de coordonner les travaux des astronomes à travers le monde. Elle agit comme l'autorité reconnue internationalement pour la dénomination (nomenclature) des corps célestes (étoiles, planètes, astéroïdes, etc.) et des caractéristiques de surface de ces derniers.
L'UAI est membre du Conseil international des sciences. Son objectif principal est de promouvoir et de préserver la science astronomique dans tous ses aspects à travers la coopération internationale. L'UAI conserve des relations amicales avec les organisations qui incluent des astronomes amateurs parmi leurs membres.

## Siège

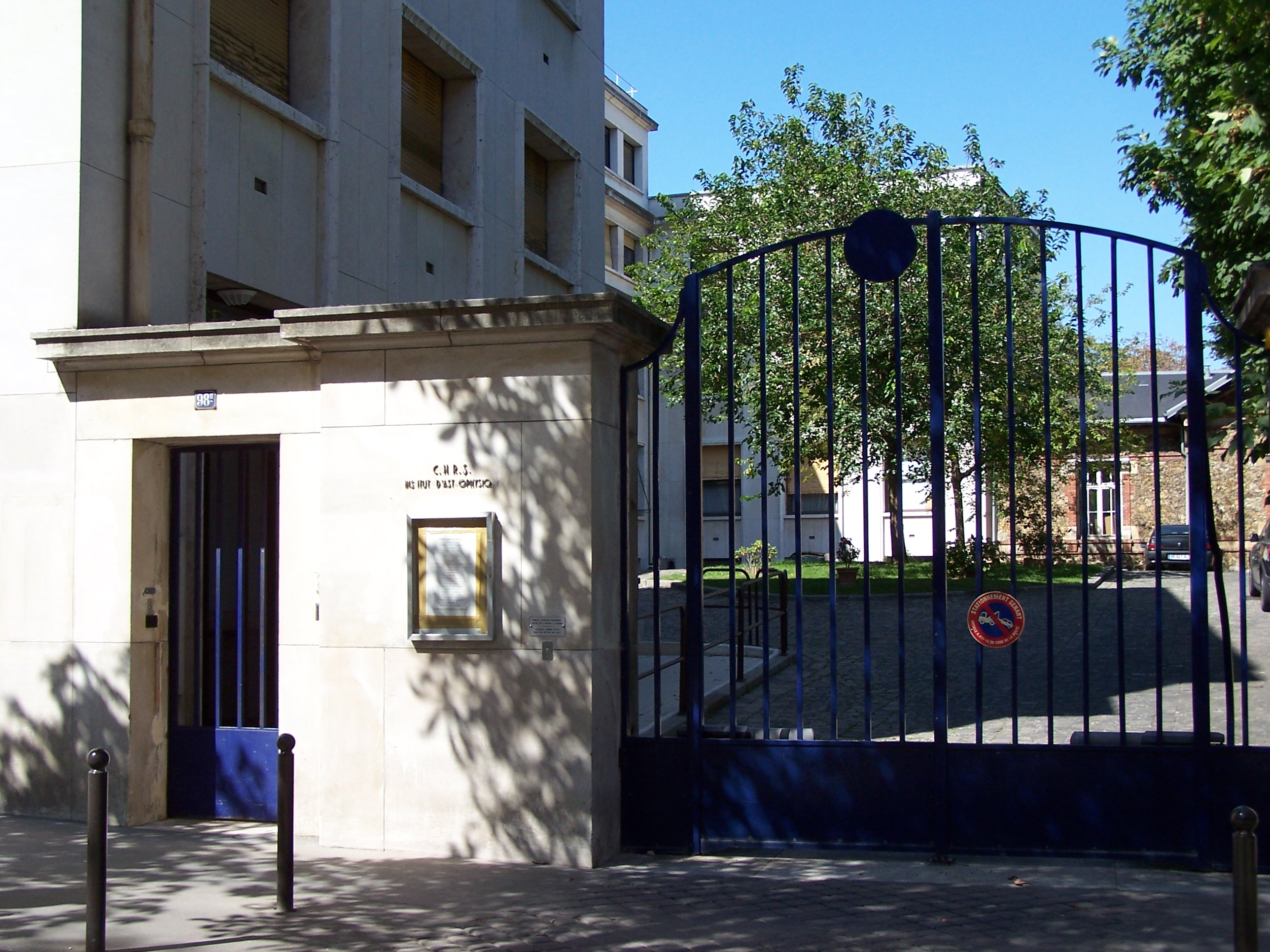
L'entrée de l'Institut d'astrophysique de Paris dans lequel se trouve le secrétariat de l'Union astronomique internationale.

Le secrétariat de l'UAI se situe au 98 bis, boulevard Arago, au deuxième étage de l'Institut d'astrophysique de Paris (IAP), dans le 14e arrondissement de Paris. L'obtention du siège en permanence est à attribuer à Edith Alice Müller, secrétaire générale de l'UAI pendant la période 1976-1979.

## Groupes de travail
- Groupe de travail sur la nomenclature des petits corps (GTNPC ; en anglais Working Group for Small Body Nomenclature, WGSBN).
- Groupe de travail sur la nomenclature du système planétaire (GTNSP ; Working Group for Planetary System Nomenclature, WGPSN)
- Groupe de travail sur les noms d'étoiles (GTNE ; Working Group on Star Names, WGSN)
- Groupe de travail sur la nomenclature des systèmes exoplanétaires (Working Group Exoplanetary System Nomenclature)

## Histoire
Elle est fondée en 1919 par Benjamin Baillaud, en vue de regrouper les projets de la Carte du Ciel, de l’Union solaire et du Bureau international de l'heure (BIH).

## Organisation
L'UAI est seule habilitée à donner leur nom aux objets célestes. Elle encourage l’activité des écoles en astronomie.
Les langues officielles y sont le français et l’anglais. Sa permanence est située à l’Institut d'astrophysique de Paris. L’Union astronomique organise de fréquentes rencontres scientifiques et tient une assemblée plénière tous les trois ans. Elle publie également un bulletin annuel.

### Organes exécutifs

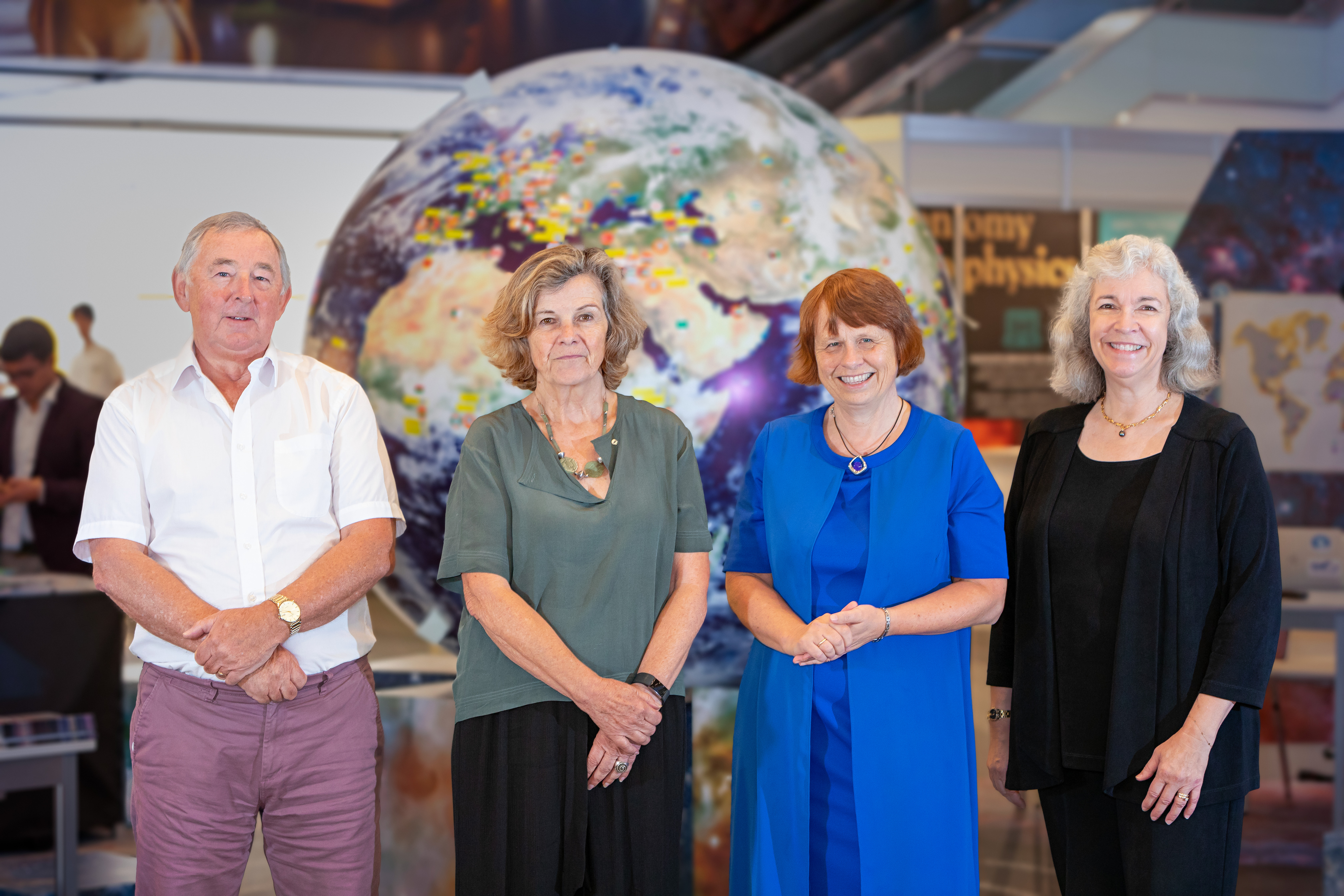
Le comité élu en 2018 : de gauche à droite, Ian Robson (Royaume-Uni, secrétaire général assistant en 2018-2019), Teresa Lago (Portugal, secrétaire générale), Ewine van Dishoeck (Pays-Bas, présidente) et Debra Elmegreen (États-Unis, présidente-élue).

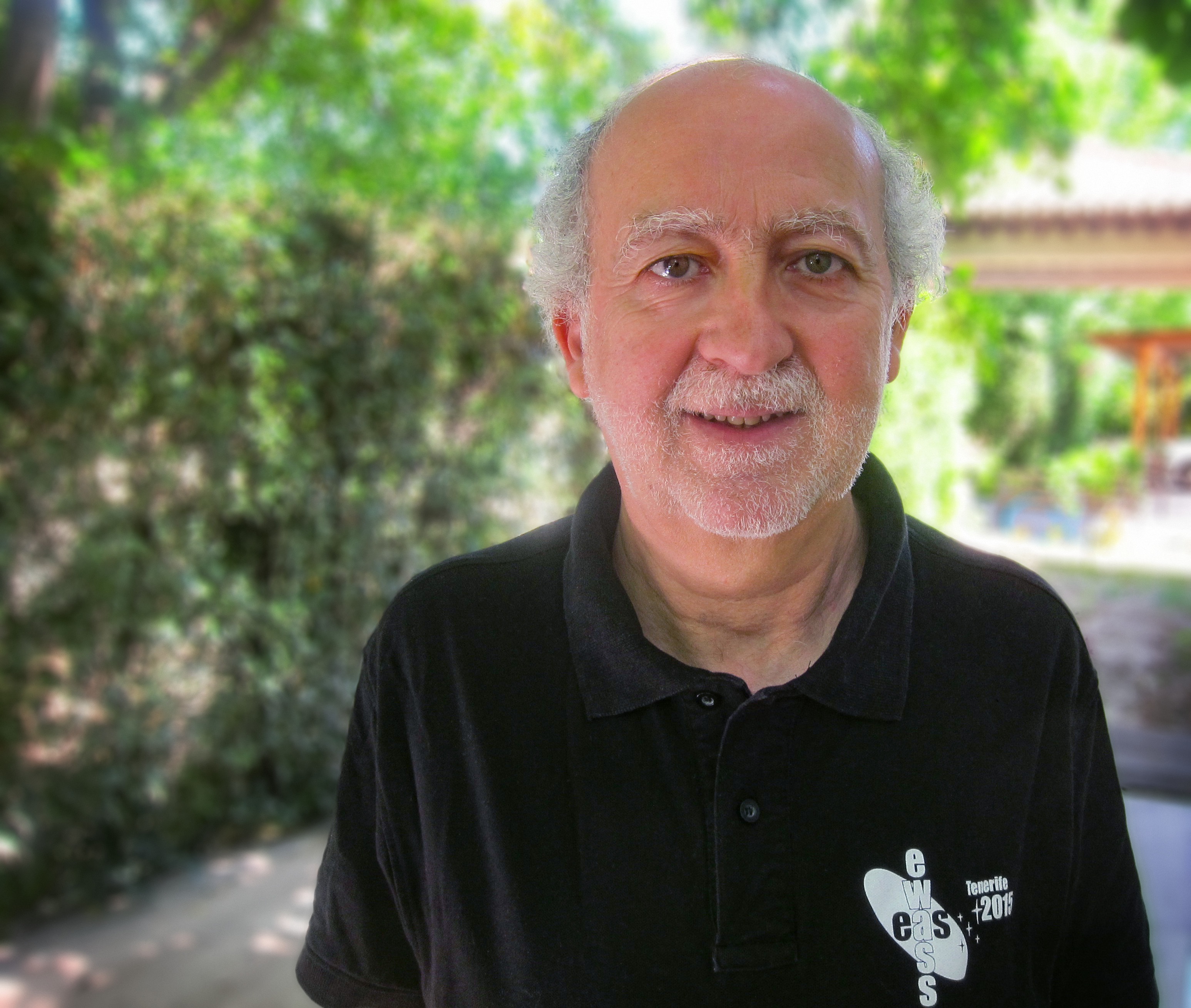
José Miguel Rodríguez Espinosa (Espagne, secrétaire général assistant depuis 2019).

Les organes gouvernants de l'Union sont l'Assemblée générale, le comité exécutif et les officiers (président, président-élu, secrétaire général et secrétaire général assistant). Le comité exécutif gouverne l'Union entre les assemblées générales alors que les opérations courantes sont dirigées par les quatre officiers. Les opérations quotidiennes sont conduites par le secrétariat de l'UAI.
L'Union astronomique internationale est divisée en cinq comités :
- le comité exécutif (Executive Committee) ;
- le comité spécial aux nominations (Special Nominating Committee) ;
- le comité d'adhésion (Membership Committee) ;
- le sous-comité des finances (Finance Sub-Committee) ;
- le comité des résolutions (Resolutions Committee).

L'UAI a également des représentants auprès d'autres organisations.
Le comité exécutif est constitué du président de l'Union, du président élu, de six vice-présidents, du secrétaire général et du secrétaire général assistant élus par l'Assemblée générale sur la proposition du comité spécial aux nominations (Special Nominating Committee, SNC). Le comité exécutif est secondé par deux conseillers (Advisors), qui sont l'ancien président et l'ancien secrétaire général.
Les officiers (Officers) de l'Union sont le président, le président élu, le secrétaire général et le secrétaire général assistant. Ils décident des questions de politique à court terme dans les politiques générales de l'Union tel que décidé par l'Assemblée générale et interprétée par le Comité exécutif.
| Date       | Président                             | Président-élu          | Secrétaire général                                          | Secrétaire général assistant               | Vice-présidents                                                                                                  | Conseillers                                                                 |
| ---------- | ------------------------------------- | ---------------------- | ----------------------------------------------------------- | ------------------------------------------ | --- | --------------------------------------------------------------------------- |
| 2024-2027, | Willy Benz 34e                        | Brian Schmidt          | Diana Worrall                                               | Laura Ferrarese                            | James Okwe Chibueze Hyesung Kang Mónica Rubio Gražina Tautvaišienė Solomon Tessema Ilya Usoskin                  | Debra Elmegreen                                                             |
| 2021-2024  | Debra Elmegreen 33e                   | Willy Benz             | Piero Benvenuti (intérim 2023-2024)                         | Diana Worrall                              | Laura Ferrarese Hyesung Kang Daniela Lazzaro Solomon Tessema Ilya Usoskin Junichi Watanabe                       | Ewine van Dishoeck Teresa Lago                                              |
| 2021-2024  | Debra Elmegreen 33e                   | Willy Benz             | José Miguel Rodríguez Espinosa (2021-2023)                  | Diana Worrall                              | Laura Ferrarese Hyesung Kang Daniela Lazzaro Solomon Tessema Ilya Usoskin Junichi Watanabe                       | Ewine van Dishoeck Teresa Lago                                              |
| 2018-2021  | Ewine van Dishoeck 32e                | Debra Elmegreen        | Teresa Lago                                                 | José Miguel Rodríguez Espinosa (2019-2021) | Laura Ferrarese John B. Hearnshaw Ajit K. Kembhavi Daniela Lazzaro Boris M. Choustov Junichi Watanabe            | Piero Benvenuti Silvia Torres-Peimbert                                      |
| 2018-2021  | Ewine van Dishoeck 32e                | Debra Elmegreen        | Teresa Lago                                                 | Ian Robson (2018-2019)                     | Laura Ferrarese John B. Hearnshaw Ajit K. Kembhavi Daniela Lazzaro Boris M. Choustov Junichi Watanabe            | Piero Benvenuti Silvia Torres-Peimbert                                      |
| 2015-2018  | Silvia Torres-Peimbert 31e            | Ewine van Dishoeck     | Piero Benvenuti                                             | Teresa Lago                                | Debra M. Elmegreen Ajit K. Kembhavi Renée C. Kraan-Korteweg Xiaowei Liu Dina K. Prialnik Boris M. Choustov       | Norio Kaifu Thierry Montmerle                                               |
| 2012-2015  | Norio Kaifu 30e                       | Silvia Torres-Peimbert | Thierry Montmerle                                           | Piero Benvenuti                            | Matthew Colless Renée C. Kraan-Korteweg Xiaowei Liu Jan Palouš Dina K. Prialnik Marta G. Rovira                  | Ian F. Corbett George Kildare Miley Thierry Montmerle Robert Williams       |
| 2009-2012  | Robert Williams 29e                   | Norio Kaifu            | Ian F. Corbett                                              | Thierry Montmerle                          | Matthew Colless Martha P. Haynes George Kildare Miley Jan Palouš Marta G. Rovira Giancarlo Setti                 | Catherine J. Cesarsky Karel A. van der Hucht                                |
| 2006-2009, | Catherine J. Cesarsky 28e             | Robert Williams        | Karel A. van der Hucht                                      | Ian F. Corbett                             | Beatriz Barbuy Cheng Fang Martha P. Haynes George Kildare Miley Giancarlo Setti Brian Warner                     | Ronald D. Ekers Oddbjørn Engvold                                            |
| 2003-2006, | Ronald D. Ekers 27e                   | Catherine Cesarsky     | Oddbjørn Engvold                                            | Karel A. van der Hucht                     | Beatriz Barbuy Cheng Fang Kenneth A. Pounds Silvia Torres-Peimbert Brian Warner Robert E. Williams               | Franco Pacini (président sortant) Hans Rickman (secrétaire général sortant) |
| 2000-2003, | Franco Pacini 26e                     | Ronald D. Ekers        | Hans Rickman                                                | Oddbjørn Engvold                           | /ESO Catherine Cesarsky Norio Kaifu Nikolaï Kardachev Kenneth A. Pounds Silvia Torres-Peimbert Robert Williams   | Johannes Andersen Robert Paul Kraft                                         |
| 1997-2000, | Robert Paul Kraft 25e                 | Franco Pacini          | Johannes Andersen                                           | Hans Rickman                               | Claudio A. Anguita Catherine Cesarsky Bambang Hidayat Norio Kaifu Nikolaï Kardachev Virginia Trimble             | Immo Appenzeller Lodewijk Woltjer                                           |
| 1994-1997  | Lodewijk Woltjer 24e                  | Robert Paul Kraft      | Immo Appenzeller                                            | Johannes Andersen                          | Claudio A. Anguita Bambang Hidayat Donald S. Mathewson Franco Pacini Józef I. Smak Virginia Trimble              | Jacqueline Bergeron Alexandre Boïartchouk                                   |
| 1991-1994  | Alexandre Boïartchouk 23e             | Lodewijk Woltjer       | Jacqueline Bergeron                                         | Immo Appenzeller                           | Donald S. Mathewson Franco Pacini Venkatraman Radhakrishnan Morton S. Roberts Józef I. Smak Shuhua Ye            | Yoshihide Kozai Derek McNally                                               |
| 1988-1991  | Yoshihide Kozai 22e                   | Alexandre Boïartchouk  | Derek McNally                                               | Jacqueline Bergeron                        | Alan H. Batten Rudolf Kippenhahn Per Olof Lindblad Venkatraman Radhakrishnan Morton S. Roberts Shuhua Ye         | Jorge Sahade Jean-Pierre Swings                                             |
| 1985-1988  | Jorge Sahade 21e                      | Yoshihide Kozai        | Jean-Pierre Swings                                          | Derek McNally                              | Alan H. Batten Rudolf Kippenhahn Robert P. Kraft Per Olof Lindblad Manuel Peimbert Yaroslav S. Yatskiv           | Robert Hanbury Brown Richard M. West                                        |
| 1982-1985  | Robert Hanbury Brown 20e              | Jorge Sahade           | Richard M. West                                             | Jean-Pierre Swings                         | Michael W. Feast Robert Paul Kraft Ľubor Kresák Manuel Peimbert Robert Wilson (en) Yaroslav S. Yatskiv           | Patrick A. Wayman                                                           |
| 1979-1982  | Manali K. Vainu Bappu 19e             | —                      | Patrick A. Wayman                                           | Richard M. West                            | Michael W. Feast David S. Heeschen Evgeni K. Kharadze Ľubor Kresák Sidney van den Bergh Robert Wilson (en)       | Adriaan Blaauw Edith Alice Müller                                           |
| 1976-1979  | Adriaan Blaauw 18e                    | —                      | Edith Alice Müller                                          | Patrick A. Wayman                          | John G. Bolton Charles Fehrenbach David S. Heeschen Wilhelmina Iwanowska Evgeni K. Kharadze Sidney van den Bergh | George Contopoulos Leo Goldberg                                             |
| 1973-1976  | Leo Goldberg 17e                      | —                      | George Contopoulos                                          | Edith Alice Müller                         | Bart J. Bok John G. Bolton Charles Fehrenbach Wilhelmina Iwanowska Bernard Lovell Evald R. Mustel                | Cornelis de Jager Bengt Strömgren                                           |
| 1970-1973  | Bengt Strömgren 16e                   | —                      | Cornelis de Jager                                           | George Contopoulos                         | Manali K. Vainu Bappu Bart J. Bok Livio Gratton Bernard Lovell Evald R. Mustel Jorge Sahade                      | Otto Heckmann Luboš Perek                                                   |
| 1967-1970  | Otto Heckmann 15e                     | —                      | Luboš Perek                                                 | Cornelis de Jager                          | Manali K. Vainu Bappu Wilbur N. Christiansen Livio Gratton Jorge Sahade Martin Schwarzschild Andrei B. Severny   | Jean-Claude Pecker Pol Swings                                               |
| 1964-1967  | Pol Swings 14e                        | —                      | Jean-Claude Pecker                                          | Luboš Perek                                | Wilbur N. Christiansen Walter Fricke Yusuke Hagihara Guillermo Haro Martin Schwarzschild Andrei B. Severny       | Viktor A. Ambartsumian Donald H. Sadler                                     |
| 1961-1964  | Viktor A. Ambartsumian 13e            | —                      | Donald H. Sadler                                            | Jean-Claude Pecker                         | Leo Goldberg Yūsuke Hagihara Guillermo Haro Robert M. Petrie Bohumil Sternberk Richard H. Stoy                   | Jan H. Oort                                                                 |
| 1958-1961  | Jan H. Oort 12e                       | —                      | Donald H. Sadler                                            | —                                          | Leo Goldberg Otto Heckmann Boris V. Kukarkin Robert M. Petrie Bohumil Sternberk Richard H. Stoy                  | André Danjon Pieter Th. Oosterhoff                                          |
| 1955-1958  | André Danjon 11e                      | —                      | Pieter Th. Oosterhoff                                       | Donald H. Sadler                           | André Couder Otto Heckmann Boris V. Kukarkin Eugeniusz Rybka Pol Swings Richard van der Riet Woolley             | Otto Struve                                                                 |
| 1952-1955  | Otto Struve 10e                       | —                      | Pieter Th. Oosterhoff                                       | —                                          | Viktor A. Ambartsumian André Couder Eugeniusz Rybka Pol Swings Richard van der Riet Woolley                      | Suède Bertil Lindblad Bengt Strömgren                                       |
| 1948-1952  | Bertil Lindblad 9e                    | —                      | Bengt Strömgren                                             | Pieter Th. Oosterhoff                      | Giorgio Abetti Viktor A. Ambartsumian André Danjon Otto Struve Georges Tiercy                                    | Jan H. Oort Harold Spencer Jones                                            |
| 1944-1948  | Harold Spencer Jones 8e               | —                      | Jan H. Oort                                                 | —                                          | Giorgio Abetti Walter S. Adams André Danjon Modèle:SUV-d Alexander A. Mikhailov Georges Tiercy                   | —                                                                           |
| 1938-1944  | Arthur S. Eddington (mort en 1944) 7e | —                      | Walter S. Adams (par intérim pendant la guerre) Jan H. Oort | —                                          | Giorgio Abetti Walter S. Adams Ӧsten Bergstrand William Brunner Charles Fabry                                    | —                                                                           |
| 1935-1938  | Ernest Esclangon 6e                   | —                      | Jan H. Oort                                                 | —                                          | Walter S. Adams Tadeusz Banachiewicz Ӧsten Bergstrand Emilio Bianchi Harold Spencer Jones                        | —                                                                           |
| 1932-1935  | Frank Schlesinger 5e                  | —                      | Frederick J. M. Stratton                                    | —                                          | Tadeusz Banachiewicz Emilio Bianchi Charles Fabry Niels E. Nørlund Frantisek Nusl                                | —                                                                           |
| 1928-1932  | Frank Dyson 4e                        | —                      | Frederick J. M. Stratton                                    | —                                          | Giorgio Abetti Charles Fabry Niels E. Nørlund Frantisek Nusl Frank Schlesinger                                   | —                                                                           |
| 1925-1928  | Willem de Sitter 3e                   | —                      | Frederick J. M. Stratton                                    | —                                          | Vincenzo Cerulli (†1927) Henri A. Deslandres Arthur S. Eddington Shin Hirayama Frank Schlesinger                 | —                                                                           |
| 1922-1925  | William Wallace Campbell 2e           | —                      | Alfred Fowler                                               | —                                          | Vincenzo Cerulli Willem de Sitter Henri A. Deslandres Shin Hirayama Sidney S. Hough (†1923) Hugh F. Newall       | —                                                                           |
| 1919-1922  | Benjamin Baillaud 1er                 | —                      | Alfred Fowler                                               | —                                          | Antonio Abetti William Wallace Campbell Frank Dyson Georges Lecointe                                             | —                                                                           |

## Commissions
L’UAI se partage en 40 commissions (parmi lesquelles se trouvent le Bureau central des télégrammes astronomiques et le Bureau international de l'heure) réparties depuis 2012 dans neuf divisions :
| Division | Discipline(s)                                         |
| -------- | ----------------------------------------------------- |
| A        | Astronomie fondamentale                               |
| B        | Instruments, Technologies et Données                  |
| C        | Éducation, Communication et Héritage                  |
| D        | Phénomènes à hautes énergies et physique fondamentale |
| E        | Soleil et héliosphère                                 |
| F        | Systèmes planétaires et Bioastronomie                 |
| G        | Étoiles et physique stellaire                         |
| H        | Matière interstellaire et univers local               |
| J        | Galaxies et cosmologie                                |

Jusqu'à 2012, les commissions étaient réparties dans douze disciplines :
| Division | Discipline(s)                                            |
| -------- | -------------------------------------------------------- |
| I        | Astronomie fondamentale                                  |
| II       | Soleil et héliosphère                                    |
| III      | Sciences des systèmes planétaires                        |
| IV       | Étoiles                                                  |
| V        | Étoiles variables                                        |
| VI       | Matière interstellaire                                   |
| VII      | La Voie lactée                                           |
| VIII     | Les galaxies et l’univers                                |
| IX       | Techniques d’étude du spectre visible et de l’infrarouge |
| X        | Radioastronomie                                          |
| XI       | Physique des hautes énergies et techniques spatiales     |
| XII      | Activités communes à toutes les divisions                |

## Nomination des objets célestes
Les commissions de l’UAI proposent des noms pour les objets du Système solaire. Plus récemment, à la suite de la découverte d'un nouvel objet céleste plus grand que Pluton, les astronomes ont redéfini la notion de planète. L’UAI a ainsi créé une nouvelle catégorie d'objet céleste, les planètes naines, et a nommé l'objet à l'origine de cette discussion Éris, déesse de la discorde chez les Grecs, parce qu'elle a chassé Pluton du compte traditionnel des planètes qui est maintenant une planète naine.
Voici comment l’UAI nomme les objets célestes : ils reçoivent une désignation provisoire systématique composée de lettres et de chiffres puis un nom définitif après un temps variable.
- Les comètes sont baptisées du nom de leur découvreur.
- Les astéroïdes étaient nommés à l'origine selon la fantaisie et le goût du découvreur, avec au départ néanmoins la convention implicite d'utiliser le nom de divinités. Aujourd'hui, des noms de toutes origines sont utilisés.
- les satellites, quant à eux, sont nommés en fonction du thème de leur planète : les titans et les géants de la mythologie grecque pour les corps en orbite autour de Saturne, les personnages de William Shakespeare pour Uranus découverte par un Anglais, etc.

Des sociétés commerciales, telles que l'International Star Registry, prétendent pouvoir nommer une étoile contre rémunération. Ces services sont totalement non officiels et seule l'UAI est habiliée à nommer des objets célestes, ce qu'elle fait sans jamais pratiquer d'activité marchande.

## Assemblées générales
Une assemblée générale de l’UAI a lieu tous les trois ans.
| No d'ordre                                          | Année | Ville          | Pays                   | Décision(s) importante(s) / Commentaire                                                                                  |
| --------------------------------------------------- | ----- | -------------- | ---------------------- | --- |
| 1re                                                 | 1922  | Rome           | Italie                 | Les 88 constellations sont définitivement fixées.                                                                        |
| 2e                                                  | 1925  | Cambridge      | Royaume-Uni            | |
| 3e                                                  | 1928  | Leyde          | Pays-Bas               | |
| 4e                                                  | 1932  | Cambridge      | États-Unis             | |
| 5e                                                  | 1935  | Paris          | France                 | |
| 6e                                                  | 1938  | Stockholm      | Suède                  | |
| Interruption à cause de la Seconde Guerre mondiale. |       |                |                        | |
| 7e                                                  | 1948  | Zurich         | Suisse                 | |
| 8e                                                  | 1952  | Rome (2)       | Italie (2)             | |
| 9e                                                  | 1955  | Dublin         | Irlande                | |
| 10e                                                 | 1958  | Moscou         | Union soviétique       | |
| 11e                                                 | 1961  | Berkeley       | États-Unis (2)         | |
| 12e                                                 | 1964  | Hambourg       | Allemagne de l'Ouest   | |
| 13e                                                 | 1967  | Prague         | Tchécoslovaquie        | |
| 14e                                                 | 1970  | Brighton       | Royaume-Uni (2)        | |
| 15e                                                 | 1973  | Sydney         | Australie              | |
| Extr.                                               | 1973  | Varsovie       | Pologne                | Assemblée générale extraordinaire pour le 500e anniversaire de la naissance de Nicolas Copernic.                         |
| 16e                                                 | 1976  | Grenoble       | France (2)             | |
| 17e                                                 | 1979  | Montréal       | Canada                 | |
| 18e                                                 | 1982  | Patras         | Grèce                  | |
| 19e                                                 | 1985  | New Delhi      | Inde                   | |
| 20e                                                 | 1988  | Baltimore      | États-Unis (3)         | |
| 21e                                                 | 1991  | Buenos Aires   | Argentine              | |
| 22e                                                 | 1994  | La Haye        | Pays-Bas (2)           | |
| 23e                                                 | 1997  | Kyoto          | Japon                  | |
| 24e                                                 | 2000  | Manchester     | Royaume-Uni (3)        | |
| 25e                                                 | 2003  | Sydney (2)     | Australie (2)          | |
| 26e                                                 | 2006  | Prague (2)     | République tchèque (2) | Pluton est déclassée de son statut de planète et devient le premier membre de la nouvelle catégorie des planètes naines. |
| 27e                                                 | 2009  | Rio de Janeiro | Brésil                 | |
| 28e                                                 | 2012  | Pékin          | Chine                  | L'unité astronomique est fixée à 149 597 870 700 mètres.                                                                 |
| 29e                                                 | 2015  | Honolulu       | États-Unis (4)         | |
| 30e                                                 | 2018  | Vienne         | Autriche               | |
| 31e                                                 | 2022  | Busan          | République de Corée    | |
| 32e                                                 | 2024  | Le Cap         | Afrique du Sud         | |
| 33e (à venir)                                       | 2027  | Rome (3)       | Italie (3)             | |

## Membres

### Membres nationaux

En vert, les membres nationaux de l'UAI en août 2015.

Les organisations représentant les communautés astronomiques professionnelles nationales, désireuses de promouvoir leur participation à l'astronomie internationale et de soutenir l'objectif de l'Union, peuvent adhérer à l'Union en tant que membres nationaux. Les organisations qui souhaitent adhérer à l'Union en tant que membres nationaux, tout en développant l'astronomie professionnelle dans la communauté qu'ils représentent peuvent le faire sur une base intérimaire ou prospective. Ils peuvent devenir plus tard les membres nationaux sur une base permanente.
Les 85 membres nationaux actuels (au 24 juin 2023) sont (le nom utilisé par l'UAI pour nommer les pays membres, repris ici tel quel, est parfois différent du nom usuel) :
| Pays                                        | Année d'adhésion | Statut      | Catégorie   | Membres | Organisme (nom en français) | Organisme (nom original)                                                     |
| ------------------------------------------- | ---------------- | ----------- | ----------- | ------- | --- | ---------------------------------------------------------------------------- |
| Afrique du Sud                              | 1938             | Membre      | III         | 115     | Fondation nationale pour la recherche (en)                                                                                        | (en) National Research Foundation                                            |
| Algérie                                     | 1988, 2018       | Membre      | I           | 7       | Centre de recherche en astronomie, astrophysique et géophysique (CRAAG)                                                           |                                                                              |
| Allemagne                                   | 1951             | Membre      | VII         | 621     | Conseil des observatoires allemands (de)                                                                                          | (de) Rat Deutscher Sternwarten (RDS)                                         |
| Arabie saoudite                             | 1988             | Suspendue   |             | 12      | Cité Roi-Abdulaziz pour la science et la technologie (en) (KACST)                                                                 |                                                                              |
| Argentine                                   | 1927             | Membre      | II          | 159     | Association argentine d'astronomie (es)                                                                                           | (es) Asociación Argentina de Astronomía                                      |
| Arménie                                     | 1935, 1994       | Membre      | I           | 22      | Académie nationale des sciences de la république d'Arménie                                                                        |                                                                              |
| Australie                                   | 1939             | Membre      | IV          | 340     | Académie australienne des sciences                                                                                                | (en) Australian Academy of Sciences                                          |
| Autriche                                    | 1955             | Membre      | II          | 71      | Académie autrichienne des sciences                                                                                                | (de) Österreichische Akademie der Wissenschaften                             |
| Belgique                                    | 1920             | Membre      | IV          | 140     | les Académies royales des sciences et des arts de Belgique                                                                        |                                                                              |
| Bolivie                                     | 1998, 2021       | Membre      | Observateur | 1       | Observatoire astronomique national                                                                                                | (es) Observatorio Astronómico Nacional                                       |
| Botswana                                    | 2021             | Observateur | I           | 1       | Société astronomique du Botswana                                                                                                  | (es) Astronomical Society of Botswana                                        |
| Brésil                                      | 1922, 1961       | Membre      | III         | 205     | Société astronomique brésilienne (pt)                                                                                             | (pt) Sociedade Astronômica Brasileira                                        |
| Bulgarie                                    | 1957             | Membre      | I           | 60      | Académie bulgare des sciences | (bg) Българска академия на науките, Bălgarska akademija na naukite           |
| Canada                                      | 1920             | Membre      | V           | 306     | Conseil national de recherches Canada                                                                                             | (en) National Research Council of Canada                                     |
| Chili                                       | 1947             | Membre      | II          | 135     | Société chilienne d'astronomie (es)                                                                                               | (es) Sociedad Chilena de Astronomía (SOCHIAS)                                |
| Chine-Nanjing                               | 1935             | Membre      | VI          | 609     | Société chinoise d'astronomie |                                                                              |
| Chine-Taipei                                | 1959             | Membre      | II          | 80      | Academia Sinica |                                                                              |
| Chypre                                      | 2018             | Membre      | I           | 5       | Organisation chypriote d'exploration spatiale (en)                                                                                | Cyprus Space Exploration Organisation (CSEO)                                 |
| Colombie                                    | 2015             | Membre      | I           | 32      | Académie colombienne des sciences exactes, physiques et naturelles (es)                                                           | (es) Academia Colombiana de Ciencias Exactas, Físicas y Naturales            |
| Corée, République populaire démocratique de | 1961, 2012       | Membre      | Intérim     | 1       | Observatoire astronomique de Pyongyang                                                                                            |                                                                              |
| Corée, Rép de                               | 1973             | Membre      | III         | 175     | Société astronomique de Corée |                                                                              |
| Costa Rica                                  | 2009             | Membre      | Intérim     | 2       | Université du Costa Rica |                                                                              |
| Croatie, la République de                   | 1935, 1994       | Membre      | I           | 29      | Société croate d'astronomie |                                                                              |
| Cuba                                        | 2001             | Terminé     | -           | -       | - | -                                                                            |
| Danemark                                    | 1922             | Membre      | III         | 92      | Académie royale danoise des sciences et des lettres                                                                               |                                                                              |
| Égypte                                      | 1925             | Membre      | III         | 84      | Académie de la recherche scientifique et de la technologie                                                                        |                                                                              |
| Équateur                                    | 2021             | Membre      | Observateur | 7       | Observatoire national de l'Équateur                                                                                               |                                                                              |
| Espagne                                     | 1922             | Membre      | IV          | 379     | Commission nationale d'astronomie                                                                                                 | (es) Comisión Nacional de Astronomía                                         |
| Estonie                                     | 1935, 1992       | Membre      | I           | 20      | Académie estonienne des sciences                                                                                                  |                                                                              |
| États-Unis                                  | 1920             | Membre      | X           | 2806    | les Académies nationales | (en) The National Academies                                                  |
| Éthiopie                                    | 2012             | Membre      | I           | 13      | Institut de science spatiale et de géospatial                                                                                     | (en) Space Science and Geospatial Institute (ESSTI)                          |
| Finlande                                    | 1948             | Membre      | II          | 97      | Conseil des académies finlandaises                                                                                                |                                                                              |
| France                                      | 1920             | Membre      | VII         | 680     | Comité national français d'astronomie (CNFA)                                                                                      | (fr) Comité national français d'astronomie (CNFA)                            |
| Géorgie                                     | 1935, 1994, 2022 | Membre      | I           | 3       | Observatoire national d'astrophysique d'Abastumani Evgeni-Kharadze (en) (anciennement Académie nationale des sciences de Géorgie) |                                                                              |
| Ghana                                       | 2018             | Membre      | I           | 2       | Institut ghanéen de science et technologie spatiales                                                                              | (en) Ghana Space Science and Technology Institute                            |
| Grèce                                       | 1920             | Membre      | III         | 108     | Ministère de l'Éducation, de la Formation continue et des Affaires religieuses                                                    |                                                                              |
| Honduras                                    | 2009             | Membre      | Intérim     | 3       | Université nationale autonome du Honduras                                                                                         | (es) Universidad Nacional Autonoma de Honduras                               |
| Hongrie                                     | 1947             | Membre      | II          | 83      | Académie hongroise des sciences                                                                                                   |                                                                              |
| Inde                                        | 1964             | Membre      | VI          | 317     | Académie nationale des sciences indienne (en)                                                                                     | (en) Indian National Science Academy                                         |
| Indonésie                                   | 1964, 1979       | Membre      | I           | 18      | Institut technologique de Bandung                                                                                                 |                                                                              |
| Iran, République islamique d'               | 1969             | Suspendu    |             | 31      | Université de Téhéran |                                                                              |
| Irlande                                     | 1947             | Membre      | I           | 45      | Société astronomique d'Irlande / Académie royale irlandaise                                                                       |                                                                              |
| Islande                                     | 1988             | Membre      | I           | 5       | Bureau directeur des affaires financières                                                                                         |                                                                              |
| Israël                                      | 1954             | Membre      | III         | 87      | Académie des sciences et sciences sociales d'Israël                                                                               |                                                                              |
| Italie                                      | 1920, 1921       | Membre      | VII         | 629     | Institut national d'astrophysique                                                                                                 | (it) Istituto nazionale di astrofisica, INAF                                 |
| Japon                                       | 1920             | Membre      | VII         | 669     | Conseil scientifique du Japon |                                                                              |
| Jordanie                                    | 2001, 2018       | Membre      | I           | 3       | Centre régional de science spatiale et d'éducation technologique pour l'Asie occidentale                                          |                                                                              |
| Kazakhstan                                  | 2012             | Membre      | I           | 12      | Institut d'astrophysique Fessenkov                                                                                                |                                                                              |
| Lettonie                                    | 1996             | Membre      | I           | 16      | Université de Lettonie | (lv) Latvijas Universitāte                                                   |
| Liban                                       | 2006             | Membre      | Intérim     | 5       | Conseil national de la recherche scientifique                                                                                     |                                                                              |
| Lituanie                                    | 1935, 1993       | Membre      | I           | 20      | Société astronomique de Lituanie                                                                                                  |                                                                              |
| Malaisie                                    | 1988             | Membre      | I           | 9       | Kementerian Sains Teknologi dan Inovasi                                                                                           |                                                                              |
| Maroc                                       | 1988, 2001       | Suspendu    |             | 8       | Université Cadi Ayyad |                                                                              |
| Mexique                                     | 1921             | Membre      | III         | 149     | Université nationale autonome du Mexique                                                                                          | (es) Universidad Nacional Autonoma de Mexico, UNAM                           |
| Mongolie                                    | 2006             | Membre      | Intérim     | 6       | Académie mongole des sciences |                                                                              |
| Nigeria                                     | 2003             | Membre      | I           | 10      | Académie nigériane des sciences                                                                                                   |                                                                              |
| Norvège                                     | 1922             | Membre      | II          | 41      | Académie norvégienne des sciences et des lettres                                                                                  | (no) Det Norske Videnskaps-Akademi                                           |
| Nouvelle-Zélande                            | 1964             | Membre      | II          | 37      | Société royale de Nouvelle-Zélande (en)                                                                                           | (en) Royal Society of New Zealand                                            |
| Panama                                      | 2009             | Membre      | Intérim     | 5       | Université du Panama | (es) Universidad de Panama                                                   |
| Pays-Bas                                    | 1922             | Membre      | V           | 234     | Comité néerlandais pour l'astronomie                                                                                              |                                                                              |
| Pérou                                       | 1988             | Suspendu    |             | 3       | Conseil national pour la science et la technologie                                                                                | (es) Consejo Nacional de Ciencia y Tecnologia                                |
| Philippines                                 | 2001             | Membre      | I           | 6       | c/o Chief, PAGASA (?) |                                                                              |
| Pologne                                     | 1922             | Membre      | IV          | 163     | Académie polonaise des sciences                                                                                                   | (pl) Polska Akademia Nauk, PAN                                               |
| Portugal                                    | 1924             | Membre      | II          | 63      | Société portugaise d'astronomie                                                                                                   | (pt) Sociedade Portuguesa de Astronomia                                      |
| Roumanie                                    | 1922             | Membre      | I           | 33      | Académie roumaine des sciences |                                                                              |
| Royaume-Uni                                 | 1920             | Membre      | VII         | 706     | la Société royale d'astronomie | (en) The Royal Astronomical Society                                          |
| Fédération de Russie                        | 1935, 1992       | Membre      | V           | 422     | Académie des sciences de Russie                                                                                                   | (ru) Российская Академия Наук, Rossiskaïa Akademia Naouk                     |
| Serbie, République de                       | 1935, 2003       | Membre      | I           | 51      | Société des astronomes de Serbie                                                                                                  |                                                                              |
| Slovaquie                                   | 1922, 1993       | Membre      | I           | 47      | Académie slovaque des sciences | (sk) Slovenská akadémia vied, SAV                                            |
| Suède                                       | 1925             | Membre      | III         | 139     | Académie royale des sciences de Suède                                                                                             | (sv) Kungliga Vetenskapsakademien, KVA                                       |
| Suisse                                      | 1923             | Membre      | III         | 138     | Académie suisse des sciences |                                                                              |
| Tadjikistan                                 | 1935, 1993       | Membre      | I           | 7       | Académie tadjike des sciences |                                                                              |
| République tchèque                          | 1922, 1993       | Membre      | III         | 136     | Société astronomique tchèque (cs)                                                                                                 | (cs) Česká astronomická společnost                                           |
| Thaïlande                                   | 2006             | Membre      | I           | 31      | Institut national de recherche astronomique                                                                                       |                                                                              |
| Turquie                                     | 1961             | Membre      | I           | 81      | Société turque d'astronomie |                                                                              |
| Ukraine                                     | 1935, 1993       | Membre      | III         | 190     | Académie nationale des sciences d'Ukraine                                                                                         | (uk) Національна академія наук України, Natsional'na akademia naouk Oukraïny |
| Uruguay                                     | 1970             | Membre      | Intérim     | 5       | Ministère de l'Éducation et de la Culture                                                                                         | (es) Ministerio de Educación y Cultura                                       |
| État de la Cité du Vatican                  | 1932             | Membre      | I           | 8       | Governatorato Citta del Vaticano                                                                                                  |                                                                              |
| Venezuela                                   | 1953             | Membre      | I           | 23      | Centre de Investigaciones de Astronomía                                                                                           |                                                                              |
| Vietnam                                     | 2009             | Membre      | Intérim     | 13      | Département de physique |                                                                              |
| Pays non membres                            | -                | Non-membres | -           | 70      | - | -                                                                            |

### Membres individuels
Au 2 juin 2023,  l'UAI compte 12 789 membres individuels, dont 1 224 membres juniors.
En 1992, l'UAI avait 7 300 membres. Elle en avait 12 450 en août 2015, à l'issue de l'assemblée générale. 82 % des membres individuels étaient alors des hommes, contre 18 % de femmes (84-16 en 2015). Au 1er juin 2019, l'UAI comptait 13 530 membres individuels, la plupart étant des « membres individuels actifs », des astronomes professionnels de 96 pays à travers le monde.